# Ургэн-Гол
Ургэн-Гол, Улгайн-Гол, Улалдзах-Гол, Урьхэн (кит. упр. 乌拉盖尔河, палл. Улагайэр хэ, кит. упр. 乌拉盖河, палл. Улагай хэ) — река в автономном районе Внутренняя Монголия на северо-востоке Китая. Длина реки — 371 км. Площадь водосборного бассейна — 8817 км².

## География
Исток реки находится в хошуне Дун-Уджимчин-Ци на западном склоне хребта Большой Хинган, южнее расположенной на границе Китая и Монголии горы Бага-Богд-Ула. Река течёт между горами на юг, немного склоняясь к западу, а южнее 46-й параллели полностью поворачивает на запад, и в итоге теряется в озёрах котловины Сорин-Нур.
В 1980 году в верховьях реки было сооружено водохранилище.